# Инцидент у Тонкиншком заливу
Инцидент у Тонкиншком заливу је био пар наводних напада северновијетнамских патролних чамаца на два америчка разарача, УСС Медокс и УСС Ц. Тарнер Џој, августа 1964. у Тонкиншком заливу. Каснија истраживања, укључујући и извештај објављен 2005. од стране Националне безбедносне агенције, тврде да се други напад није десио, док такође покушавају да растерају дугогодишњу гласину да је амерички председник Линдон Џонсон свесно лагао о постојању инцидента.
Инцидент је био повод за Резолуцију о Тонкиншком заливу која је дала америчком председнику ауторитет да помогне било којој јужноазијској земљи чије су владе биле угрожене. Ово је је искоришћено као законска основа за Џонсона да уведе америчке војнике у Вијетнамски рат.

## Позадина
Вијетнамски рат је био почео касних 1950-их са нападима Народног фронта за ослобођење Вијетнама који је подржавао Ханој против јужновијетнамске владе у Сајгону. САД су пружиле подршку Јужном Вијетнаму у облику помоћи и војним саветницима који са расли са почетних 600 на 16.000 на крају Кенедијеве владавине 1963.
Тонкиншки инцидент се догодио у првој години администрације Линдона Џонсона - мање од годину дана након убиства Џона Кенедија. Док је Кенеди у почетку подржавао политику слања војних саветника у Вијетнам, почео је да мења своје мишљење и мало пре своје смрти новембра 1963, почео је да ограничено повлачење америчких снага. Џонсонови погледи су били исто толико комплексни, али он је подржавао ескалацију у Вијетнаму као средство изазивања совјетско-комунистичке експанзије у политици названој “задржавање”. Након Кенедијеве смрти, Џонсон ће послати још снага како би подржао западно оријентисану јужновијетнамску владу, започевши америчко исцрпљујуће присуство у Југоисточној Азији.
Према америчком Морнаричком институту, врло тајан програм прикривених напада на Северни Вијетнам под заповедништвом ЦИА-е је започео 1961, а 1964 програм је пребачен да Министарство одбране под контролом организације Група за студије и посматрање која је служила као покриће. За поморски део тајних операција, брзи патролни чамци класе Насти су тајно купљени од Норвешке. Иако је посада на чамцима била јужновијетнамска, дозвола за план је долазила директно од генерала Вилијама Вестморленда који је био у Сајгону. Након што су напади почели, Ханој је саставио жалбу Међународној контролној комисији, која је основана 1954. да надгледа закључке Женевског споразума, али су САД порекле учешће. Четири године касније, Роберт Макнамара је признао америчком Конгресу да су амерички бродови заправо сарађивали у јужновијетнамским нападима на Северни Вијетнама. Међутим, УСС Медокс није био директно укључен у ове нападе.
Ветерани америчких Фока кажу да су јужновијетнамски командоси које су обучиле САД били активни у околини у данима напада. Послани из Да Нанга у норвешким патролним чамцима, Лијен Дои Нгуои Наи (ЛДНН, војници који се боре испод мора) су вршили нападе у зони Тонкиншког залива у обе сумњиве ноћи. Међутим, Медоксова операција је била у обавештајне сврхе и није директно подржавао тајне операције. Такође, пошто су САД признавале северновијетнамске територијалне воде у граници 3 mi (4,8 km) од мора, САД су биле под утиском да је њихов брод био у међународним водама, пловећи 8 mi (13 km) од обале.
Дана 31. јула ЛДНН на Настијима (енг.“Гадни”, име које су командоси дали брзим патролним чамцима) су напали радио предајник на острву Хон Ниеу. 3. августа су користили топ монтиран на брод да бомбардују Рт Вин Сон. Северновијетнамци су одговорили нападом на непријатељске бродове које су видели у подручју. Док амерички званичници нису били потпуно искрени у пуном интензитету непријатељстава који су довели до Резолуције о Тонкиншком заливу, критичке тврдње да је поморски командант отворио ватру само да би изазвао међународни инцидент теже да превиде чињенице и опортунистичке реакције које наговештавају мање намерну мотивацију.

## Инцидент
Данијел Елсберг, који је био на дужности у Пентагону у ноћи када су примљене поруке са брода, је изјавио да су бродови били у тајној мисији (под шифрованим именом ДеСото патроле) близу северновијетнамских територијалних вода. Њихова сврха је била да изазову Северновијетнамце да укључе њихове обалске радаре да би могли бити уцртани на мапу.
Дана 31. јула 1964. амерички разарач УСС Медокс је започео извиђачку мисију у Тонкиншком заливу и био је нападнут од стране 5 северновијетнамских патролних чамаца у међународним водама. Адмирал Џорџ Стивен Морисон је био на челу локалне флоте на свом командном броду УСС Бон Хом Ричард. Медокс је избегао напад торпедом и појурио северновијетнамске бродове.
Медокс, претрпевши само малу штету од једног митраљеског зрна, се повукао у јужновијетнамске воде где му се придружио разарач Ц. Тарнер Џој.
Дана 4. августа, још једна ДеСото патрола на северновијетнамску обалу је покренута од Медокса и Ц. Тарнер Џоја. Касније су ухватили радарске и радио-сигнале за које су веровали да сигнализује још један напад Северновијетнамаца. За око 2 сата бродови су отворили ватру на радарске мета и нагло маневрисали према електронским и визуелним извештајима о непријатељу. Мало је вероватно да су било какве северновијетнамске снаге заправо биле у овој зони током овог догађаја. Капетан Џон Херик је касније чак призано да није било ничега осим “превише нестрпљивог оператора на сонару” који је “слушао ударце пропелера сопственог брода.”
Иако информације много касније показују да заправо није било северновијетнамског напада те ноћи, америчке власти и цела посада су тврдиле да су у то време биле сигурне да се напад одиграо. Као последица, авиони са носач авионаносача авиона УСС Тајкондерога и УСС Канстелејшн су били послати да гађају северновијетнамске морнаричке базе и складишта горива (операција Оштра стрела).

## Различити погледи на инцидент
Постоје различити погледи на то да ли је инцидент од 2. августа био провоциран од стране САД. Једно гледиште је да су акције Медокса биле провокативне за Северновијетнамце јер су они поклапали са тајним јужновијетнамским нападима. Присуство разарача је можда било погрешно схваћено од стране Северновијетнамаца као знак да је и он такође умешан у нападе.
Остали, као што је амерички адмирал Грент Шарп, главнокомандујући на Пацифику у то време, држе да америчке акције нису испровоцирале потврђени напад 2. августа. Шарп тврди да је северновијетнамски радар пратио Медокса дуж обале, и да је тако био свестан да разарач заправо није напао Северни Вијетнам, али су они ипак наредили својим патролним чамцима да уђу у борбу. Такође је напоменуо да је наређење дато Медоксу да остане осам миља од северновијетнамске обале ставило брод у међународне воде, пошто је Северни Вијетнам полагао право на 5 наутичких миља своје океанске територије. Као додатак, многе нације су раније вршиле сличне мисије широм света, а УСС Крејг је раније водио обавештајну мисију у сличним условима као и Медокс без инцидената.

## Каснија тврђења
Године 1995, пензионисани вијетнамски генерал Во Нгујен Ђап на састанку са бившим америчким секретаром одбране Робертом Мекнамаром је категорично порекао да су вијетнамски патролни чамци напали америчке разараче 4. августа 1964, док је признао напад од 2. августа. Снимак разговора објављеног 2001. са састанка неколико недеља након усвајања Резолуције о Тонкиншком заливу открива да је Макнамара изразио сумње председнику Џонсону да се други напад икад десио.
Октобра 2005. Њујорк Тајмс је известио да је Роберт Ханиок, историчар за Националну безбедносну агенцију САД, закључио да је Национална безбедносна агенција намерно лажирала извештаје предате политичарима који се тичу инцидента од 4. августа. Закључио је да мотиви нису били политички већ да вероватно прикрију обавештајне грешке. Ханиокови закључци су у почетку објављени у Националној безбедносној агенцији око пет година пре него што ће бити обелодањени у чланку Њујорк Тајмса. Према обавештајним званичницима, став владиних званичника да извештај треба да постане јаван је одбачен од стране политичара забринутих због поређења која би могла бити направљена да се оправда инвазија Ирака која је почела 2003.
Прегледајући архиве Националне безбедносне агенције, Ханио је закључио да је служба у почетку (вероватно случајно) погрешно протумачила пресретнуте поруке Северновијетнамаца да изгледају као да је било напада од 4. августа. Закључио је и да је средњи ниво службеника агенције скоро одмах открио грешку, али ју је прикрио мењајући документе. Роберт Мекнамра је октобра 2005. рекао да је веровао да су извештаји обавештајне служне који се односе на инцидент у Тонкиншком заливу били одлучујући за експанзију рата. 
Дана 30. новембра 2005. Национална безбедносна агенција је обелоданила први део претходно тајног извештаја који се односе на инцидент у Тонкиншком заливу, укључујући Ханиоков чланак. Ханиоков чланак тврди да је обавештајна информација презентована Џонсоновој администрацији “на такав начин да је онемогућила одговорне доносиоце одлука у Џонсоновој администрацији да имају комплетан и објективан извештај о догађајима 4. августа 1964”. Уместо тога, “једино информација која је потврђивала тврдњу да су комунисти напали два разарача је дата званичницима Џонсонове администрације.”

## Резолуција о Тонкиншком заливу
Линдон Џонсон, који се спремао за изборе те године, је покренуо нападе у знак одмазде и изашао на националну телевизију 4. августа. Иако је Медокс био умешан у обезбеђивање информација за јужновијетнамске нападе на Хон Ме и Хон Нгу, Џонсонов секретар одбране Роберт Макнамара је изашао пред Конгрес и порекао да је морнарица САД подржавала јужновијетнамске војне операције. Зато је оценио напад као “неиспровоциран” пошто је брод био у међународним водама. Такође је изајвио пред Конгресом да је било “недвосмисленог доказа неиспровоцираног” другог напада на Медокс.
Као резултат Мекнамариног сведочења, 7. августа Конгрес је усвојио Резолуцију о Тонкиншком заливу, која је олакшала повећано америчко мешање у Вијетнамски рат. Резолуција је дала председнику Џонсону дозволу “да предузме све потребне мере, укључујући употребу оружане силе, да помогне било ком члану и држави у протоколу Југоисточноазијског колективног одбрамбеног споразума која затражи помоћ у одбрани своје слободе.” И Џонсон и Ричард Никсон су користили резолуцију као оправдање за повећано ангажовање у Индокини.

## Интерпретација
Инцидент у Тонкиншком заливу је одредио почетак ангажовања великог броја америчких оружаних снага у Вијетнаму. Историчари су показали да је други инцидент био, у најбољем случају, претерана реакција нестрпљивих морнаричких снага или у најгорем случају, вешт изговор за постајање јавним америчког тајног ангажовања у Вијетнаму.
Дан морнарице Северног Вијетнама је 5. август, датум другог напада по вијетнамском времену, “где је један од наших торпедних ескадрона јурио УСС Медокс из наших обалских вода, наша прва победа на морнарицом САД.”

## Занимљивост
Адмирал Џорџ Стивен Морисон је био отац певача групе Дорс Џима Морисона.